# Puya grafii
Puya grafii là một loài thực vật có hoa trong họ Bromeliaceae. Loài này được Rauh miêu tả khoa học đầu tiên năm 1985. Chúng là loài đặc hữu của Venezuela.

## Hình ảnh

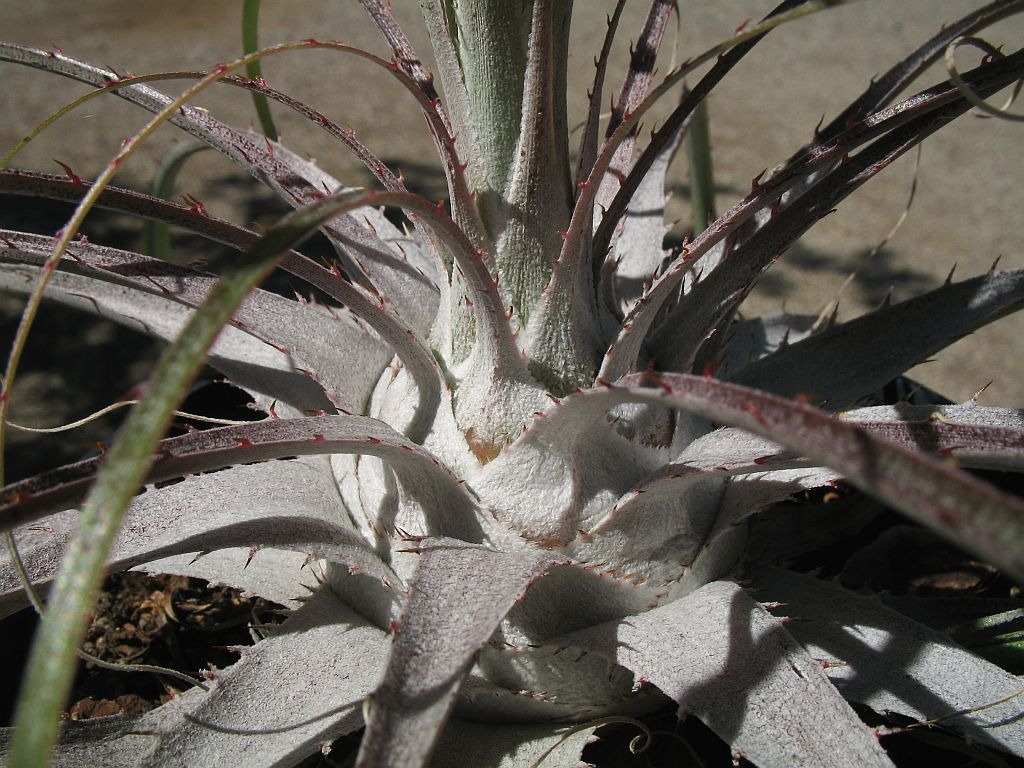
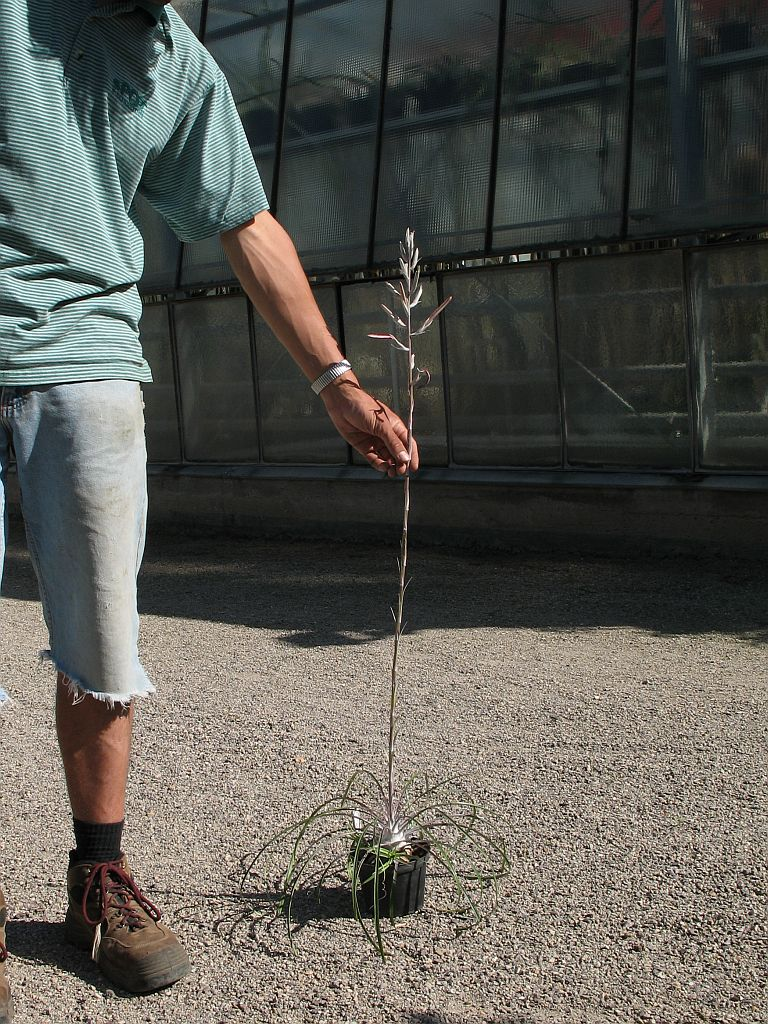
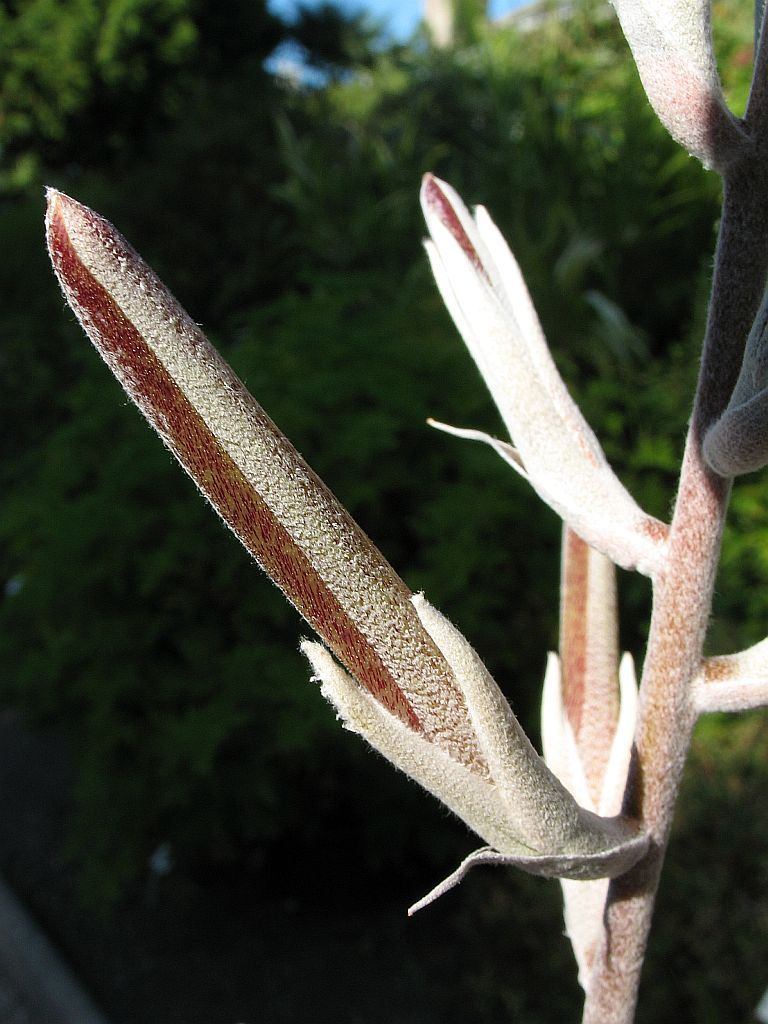
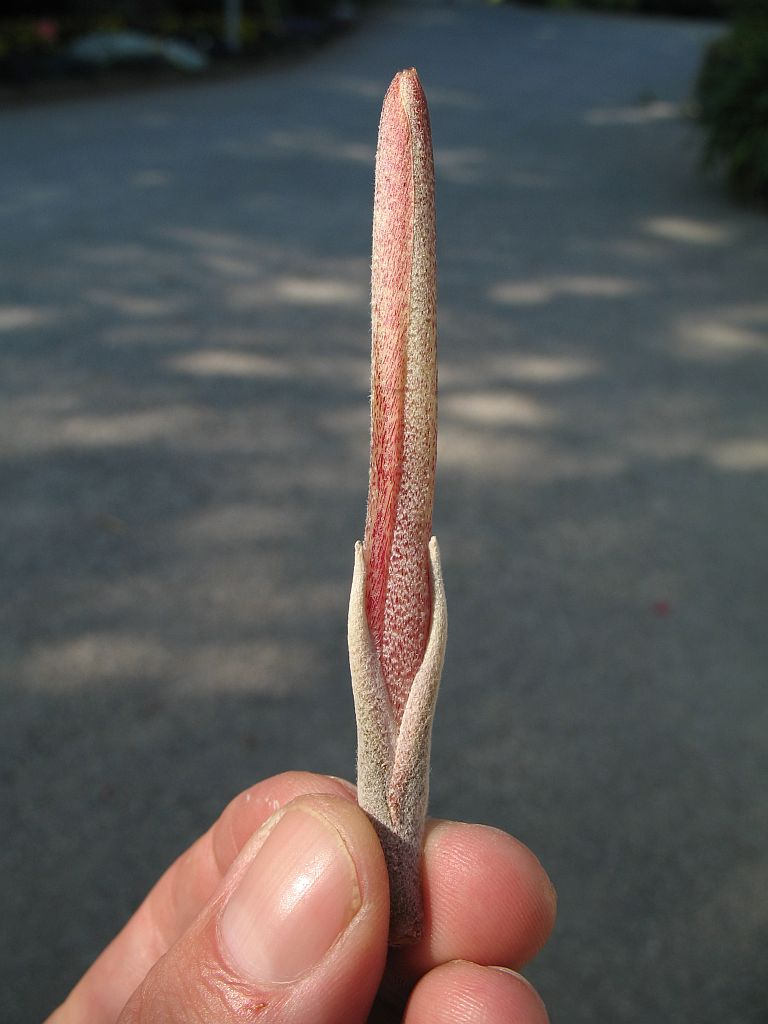